# Boglárka Fedorkó
Boglárka Fedorkó je maďarská lidskoprávní expertka a romská feministická aktivistka. Zaměřuje se na práva romských a transgenderových osob a pracujících v sexbyznysu.

## Profesní život
Vystudovala archeologii a ekonomii. Zprvu se stala stipendistkou v programu Romaversitas, podporujícího romské vzdělávání a organizujícího výměny a setkání mládeže. Po studiích začala pracovat pro advokátní organizaci na podporu sexuálních pracovníků a pracovnic. Zde si podle vlastních slov všimla, že klientelu tvoří také mnoho romských žen či romských LGBT+ lidí a že tyto skupiny jsou na okraji zájmu. Začala tedy pracovat pro mezinárodní transgenderovou organizaci v oblasti sexbyznysu a angažovala se v projektu zaměřeném na obchodování s lidmi a vykořisťování.
K únoru 2011 byla vedoucí projektu Maďarské asociace sexuálních pracovníků (Szexe), kde k říjnu 2015 byla v pozici vedoucí komunikace a reprezentovala ji také ještě v prosinci 2016. V letech 2015 a 2016 byla projektovou manažerkou Transgender Europe (TGEU) a v roce 2016 byla zároveň členkou rady SWAN (Sex Workers’ Rights Advocacy Network). V roce 2018 byla členkou Evropské platformy pro romskou integraci. Přinejmenším v letech 2019 a 2020 pak působila jako vedoucí advokacie pro ICRSE (International Committee on the Rights of Sex Workers in Europe).
V průběhu celých 10. let pomáhala s komunikací a fudraisingem maďarské značky Romani Design, spolu s níž pracovala na změně stereotypního obrazu Romů a zejména romských žen.
V roce 2020 založila s čtyřmi dalšími mladými intelektuály podcast Ame Panzh („Nás pět“), v němž začali reagovat na různé společenské problémy a diskutovat o nich z protirasistického, queer a feministického hlediska. Podcastový tým byl v roce 2021 nominován na Cenu svobody Maďarské unie občanských svobod a v roce 2022 obdržel Cenu Raoula Wallenberga.

## Publikace
- FEDORKÓ, Boglárka. Chapter 5. Case Study: Hungary. In:  Well-being reconsidered : empowering grassroots organizations : cross-country experience from the grassroots Europe for local wellbeing initiative. Budapest: Open Society Foundation Dostupné online. ISBN 978-963-9719-28-6, ISBN 963-9719-28-5. S. 81–98.
- FEDORKÓ, Boglárka; STEVENSON, Luca; MACIOTI, P. G. Sex workers on the frontline: An abridged version of the original ICRSE report: ‘The role of sex worker rights groups in providing support during the COVID-19 crisis in Europe’. Global Public Health. 2021-06-30, s. 1–10. Dostupné online. Dostupné také na: . Dále dostupné na: . ISSN 1744-1692. doi:10.1080/17441692.2021.1945124. (anglicky)
- FEDORKÓ, Boglárka. Selling sex in the pandemic. Eurozine.com [online]. 2020-06-03. Dostupné online. Dostupné také na: . (anglicky)